# Анастасовское сельское поселение
Анаста́совское се́льское поселе́ние (чув. Анастасово ял тӑрӑхӗ) — муниципальное образование в Порецком муниципальном округе Чувашской Республики Российской Федерации.
Административный центр — село Анастасово.

## История
Статус и границы сельского поселения установлены Законом Чувашской Республики от 24 ноября 2004 года № 37 «Об установлении границ муниципальных образований Чувашской Республики и наделении их статусом городского, сельского поселения, муниципального района и городского округа»

## Население
| 2010 | 2012 | 2013 | 2014 | 2015 | 2016 | 2017 |
| ---- | ---- | ---- | ---- | ---- | ---- | ---- |
| 1018 | ↘978 | ↘948 | ↘915 | ↘911 | ↘897 | ↗911 |
| 2018 | 2019 | 2020 | 2021 |      |      |      |
| ↘891 | ↘866 | ↘831 | ↘799 |      |      |      |

## Состав сельского поселения
| № | Населённый пункт | Тип населённого пункта       | Население |
| - | ---------------- | ---------------------------- | --------- |
| 1 | Анастасово       | село, административный центр | ↗544      |
| 2 | Бахмутово        | деревня                      | →271      |
| 3 | Коровино         | деревня                      | ↘203      |

## Местное самоуправление
Глава сельского поселения Александр Николаевич Кормилицын.